# Dragotiná
Dragotiná (Dragotina) är en ort i Grekland.   Den ligger i prefekturen Nomós Kerkýras och regionen Joniska öarna, i den västra delen av landet, 300 km väster om huvudstaden Aten. Dragotiná ligger 64 meter över havet och antalet invånare är 249. Den ligger på ön Korfu.
Terrängen runt Dragotiná är platt. Havet är nära Dragotiná åt sydost.  Närmaste större samhälle är Lefkímmi, 4,5 km norr om Dragotiná. 